# نادي سريع وادي زم
نادي سريع وادي زم هو نادٍ رياضي مغربي من مدينة وادي زم. تأسس سنة 1926 من طرف المستعمر الفرنسي آنذاك، ويعدّ أول نادي في المغرب لعب ضد نادي أوروبي.

## سبب تسمية الفريق
يروي العديد من سكان المدينة، القدماء منهم على الخصوص، عن ذاكرة المدينة أن سبب تسمية الفريق الأول بالمدينة باسم سريع وادي زم، يعود إلى الزيارة التي قام بها فريق سريع فيينا إلى مدينة وادي زم، وإجرائه لمقابلة حبية ضد فريق كان يمثل المعمرين الفرنسيين، وكان قدومهم آنذاك على متن طائرة حربية نقلتهم من دولتهم النمسا في اتجاه وادي زم . وقد كان يوما مشهودا ظل الناس يرددون صداه لمدة طويلة، خاصة وان الفريق النمساوي نزل بالمدينة بالمظلات بطريقة استعراضية لفتت الأنظار.
كان اسم نادي المدينة لكرة القدم نادي سريع وادي زم وهذا في فترة السبعينات وما قبلRapide Club Oued-Zem - -بعد إنشاء معمل القطن والذي كان قد احتضن الفريق غير الاسم إلى نادي سريع قطن وادي زم - Rapide Club Couton Oued-Zem -بعد إغلاق معمل القطن أبوابه غير الاسم إلى نادي سريع وادي زم الرياضي - Rapide Club Oued-Zem sportif -والتسمية الأخيرة تبعا لنادي سريع وادي زم الرياضي فرع العاب القوى.

## أفضل إنجازات الفريق
- وصوله لدور النصف في كأس العرش المغربي سنة 1983/1984 واحتلال المركز العاشر في البطولة الوطنية في موسمي 2017-2018 و 2018-2019 برصيد 37 نقطة و المركز الثامن موسم 2019-2020 برصيد 38 نقطة
- يمارس فريق سريع وادي زم حاليا بالدوري المغربي الممتاز، تحقيق الصعود إلى القسم الأول بطولة المغربية لأول مرة في تاريخ النادي منذ حوالي 96 سنة .
- نزول الفريق الى قسم الهواة 2024-2025

## موقع النادي
موقع نادي سريع وادي زم